# Liburnia placita
Liburnia placita är en insektsart som först beskrevs av Van Duzee 1937.  Liburnia placita ingår i släktet Liburnia och familjen sporrstritar. Inga underarter finns listade i Catalogue of Life.